# Albertfalu
Albertfalu  (horvátul: Grabovac, németül: Albertsdorf) falu Horvátországban, Eszék-Baranya megyében. Közigazgatásilag Laskafaluhoz tartozik.

## Fekvése
Eszéktől légvonalban 15, közúton 21 km-re északra, községközpontjától 5 km-re keletre Baranyában, a Drávaszög területén fekszik. 

## Története
A „Sedam bunara – Mitvar” régészeti lelőhely leleteinek tanúsága szerint területe már az őskorban lakott volt. A szántóföldi művelés során a korai és középső bronzkorban gyártott dunántúli mészbetétes kerámiák töredékei őskori településről tanúskodnak. Ugyanitt ókori leletek is előkerültek, köztük egy misztikus kettős állatfej formájára kidolgozott kocsirúdvég.
A falut 19. század elején alapította Albert Kázmér szász–tescheni herceg a birtokában levő bellyei uradalom területén, és a település nevét is róla kapta. A második katonai felmérés térképén a település „Albertfalu” néven található. A főherceg a falut dunai svábokkal telepítette be. 1822-ben a birtokot Károly főherceg (II. Lipót fia) örökölte meg. Károly főherceg halálát követően 1847-ben a birtokot a legidősebb fia Albrecht főherceg örökölte meg és volt annak birtokában egészen 1895-ben bekövetkezett haláláig. A birtok ezt követően átszállt Frigyes főhercegre és egészen 1918-ig a kezén is maradt. A 19. században a falu jelentős gazdasági fejlődésen ment át. Baranya vármegye Baranyavári járásához tartozott.
A település az első világháború után az új szerb-horvát-szlovén állam, majd később (1929-ben) Jugoszlávia része lett. 1922-ben a délszláv állam hatósága hivatalos nevét Albertfaluról Grabovacra változtatta. 1941 és 1944 között ismét Magyarországhoz tartozott, majd a háború után ismét Jugoszlávia része lett. A második világháború végén a német lakosság nagy része elmenekült a partizánok elől. Az itt maradtakat a kommunista hatóságok kollektív háborús bűnösökké nyilvánították, minden vagyonuktól megfosztották és munkatáborba zárták. Az életben maradtakat később Németországba és Ausztriába telepítették ki. 1946-ban az ország más részeiről szállítottak ide teljesen elszegényedett horvát családokat, akik megkapták az elűzött németek házait. Az 1991-es népszámlálás adatai szerint 933 főnyi lakosságának 81%-a horvát, 5%-a jugoszláv, 3-3%-a magyar és szerb nemzetiségű volt. 1991 augusztusában a jugoszláv hadsereg által támogatott szerb szabadcsapatok elűzték a falu nem szerb lakosságát, akik Eszékre, vagy Magyarország felé menekültek. A falut teljesen kifosztották, a horvátok és magyarok házaiba szerbek költöztek. A lakosság többsége a háborút száműzetésben töltötte. A településnek 2011-ben 872 lakosa volt, akik többségben mezőgazdasággal foglalkoztak.

## Lakossága
| Lakosság változása | Lakosság változása | Lakosság változása | Lakosság változása | Lakosság változása | Lakosság változása | Lakosság változása | Lakosság változása | Lakosság változása | Lakosság változása | Lakosság változása | Lakosság változása | Lakosság változása | Lakosság változása | Lakosság változása | Lakosság változása |
| ------------------ | ------------------ | ------------------ | ------------------ | ------------------ | ------------------ | ------------------ | ------------------ | ------------------ | ------------------ | ------------------ | ------------------ | ------------------ | ------------------ | ------------------ | ------------------ |
| 1857               | 1869               | 1880               | 1890               | 1900               | 1910               | 1921               | 1931               | 1948               | 1953               | 1961               | 1971               | 1981               | 1991               | 2001               | 2011               |
| 676                | 768                | 978                | 1.174              | 1.141              | 1.207              | 1.255              | 1.272              | 1.299              | 1.272              | 1.393              | 1.135              | 1.053              | 1.079              | 895                | 872                |

## Gazdaság
A településen hagyományosan a mezőgazdaság és az állattartás képezi a megélhetés alapját. 

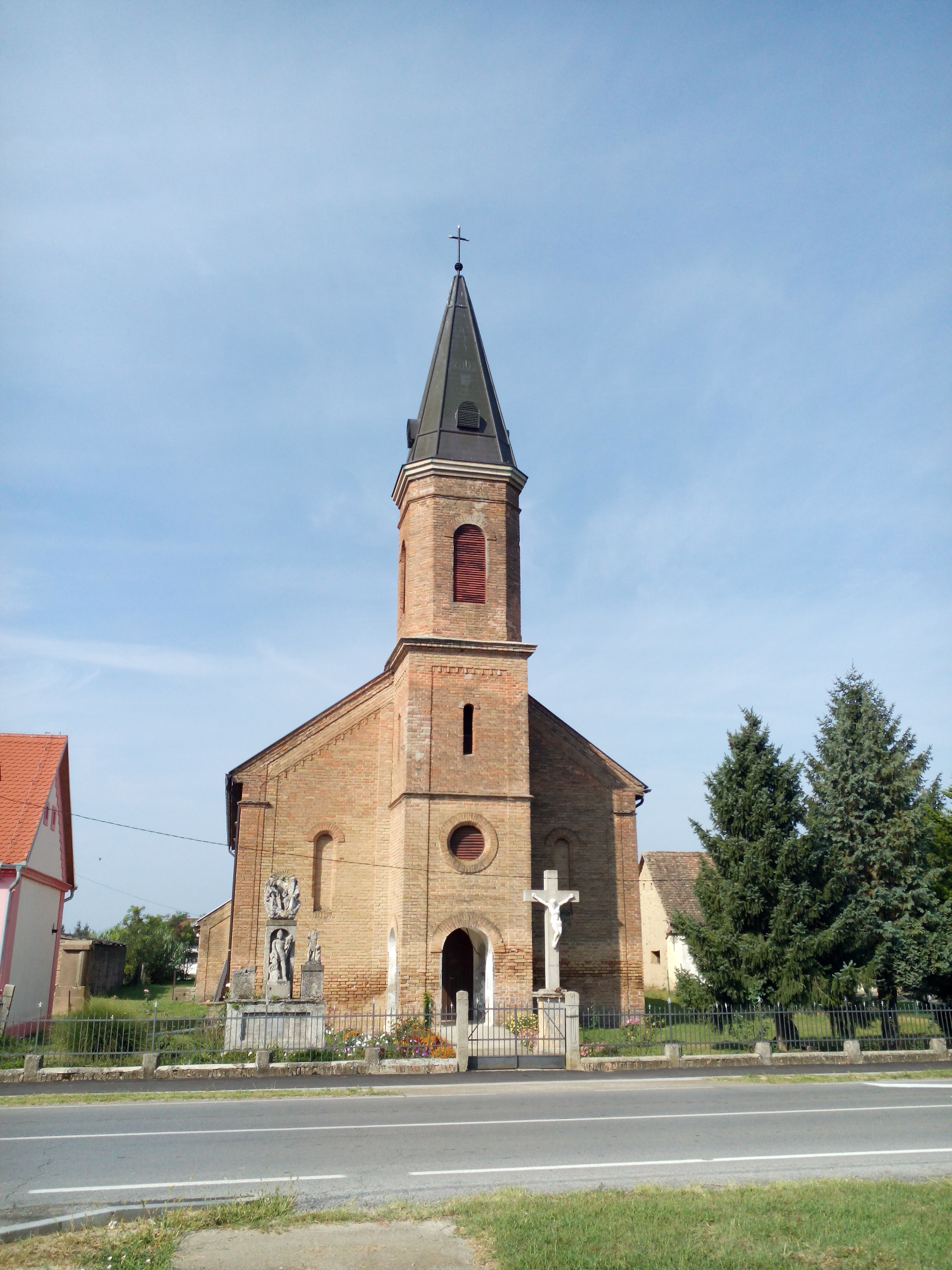
A Szent Márton templom

## Nevezetességei
Tours-i Szent Márton tiszteletére szentelt római katolikus temploma a laskafalvi plébánia filiája.

## Oktatás
A településen a hercegszöllősi általános iskola területi iskolája működik. 

## Sport
A HNK Grabovac labdarúgóklubot 1932-ben alapították. A csapat a megyei 2. ligában szerepel.